# Ющенко, Семён Иванович
Семён Иванович Ющенко (1907—1997) — генерал-майор ВС СССР, начальник 3-го отдела 1-го управления ГРУ Генштаба. Военный атташе при посольствах СССР в Швеции и Австрии.

## Биография
Украинец, из крестьян. Окончил сельскую школу в 1918 году. Службу в РККА начал в 1928 году, член ВКП(б) с 1929 года. Окончил в 1931 году кавалерийскую школу и специальный факультет Военной академии имени Фрунзе в 1940 году. Командовал взводом и эскадроном, был помощником начальника штаба 13-го кавалерийского полка в 1931—1938 годах. С февраля по август 1940 года — помощник начальника разведывательного отдела штаба 16-го стрелкового корпуса, с сентября 1940 по июнь 1941 года — старший помощник начальника 1-го отделения 1-го отдела разведуправления Генштаба Красной армии.
Ющенко был призван РКУ г. Николаева на фронт в июне 1941 года. В годы войны служил в разведуправлении Генштаба Красной армии. Был слушателем Военной академии имени М. В. Фрунзе, стажировался в 1944 году при Оперативном отделе штаба 54-й армии (3-й Прибалтийский фронт). Занимал пост начальника отдела военной миссии СССР в Польше, участвовал в Висленской и Одерской операциях. Находясь в расположении 53-й гвардейской и 225-й стрелковых дивизий РККА, участвовал в боях за Балви. Согласно наградным листам, «выполнял исключительной важности особые задания Советского Правительства».
После войны — начальник 3-го отдела 1-го управления ГРУ Генштаба. В 1954—1960 годах был резидентом ГРУ в Швеции, занимал пост военного и военно-воздушных атташе при посольстве СССР в Швеции (1954—1960), произведён в генерал-майоры в 1959 году. Был одним из связных разведчика Стига Веннерстрёма. В 1963—1966 годах — военный атташе при посольстве СССР в Австрии.

## Награды
- Орден Ленина (3 ноября 1953)[5]
- Орден Красного Знамени[1]
  - 29 августа 1944 — за образцовое выполнение особых заданий Верховного Главного Командования Красной Армии в период Отечественной войны[6]
  - 5 сентября 1945 — за успешное выполнение заданий Верховного Главнокомандующего[7]
  - 22 июня 1949[5]
  - 3 октября 1967[5]
- Орден Отечественной войны (дважды)[1]
  - I степени[2] — 22 августа 1944[5]
  - II степени[8] — 15 сентября 1945[5]
- Орден Красной Звезды[1] (3 ноября 1944)[5] — за выслугу лет в КА[2]
- Медаль «За оборону Москвы»[3] (1 мая 1944)[5]
- Медаль «За победу над Германией в Великой Отечественной войне 1941—1945 гг.» (9 мая 1945)[5]
- Медаль «За боевые заслуги» (дважды)
  - 15 июля 1944[9] — представлен к награде 10 июля 1944 года; согласно представлению, находился в Москве, выполнял специальные задания командования и принимал участие в борьбе с пожарами от налётов авиации противника[10]
  - 24 июня 1948[5]
- другие медали